# Stora famnen (TV-program)

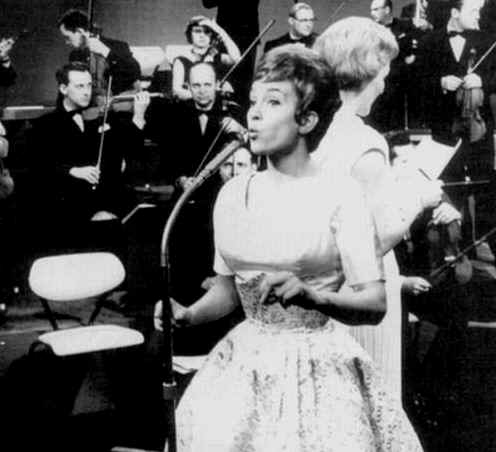
Siw Malmkvist

Stora famnen var ett underhållningsprogram som sändes i Sveriges Radio-TV mellan åren 1958 och 1959 med Lennart Hyland. Värdinna i programmet var Siw Malmkvist.
VM i fotboll 1958, som spelades i Sverige, lottades i programmet den 8 februari 1958.

### Fotnoter
1. ↑  ”Se fotbolls-VM 1958”. Svenska Dagbladet. 25 juni 2008. http://www.svd.se/sport/se-fotbolls-vm-1958_1403061.svd. Läst 19 september 2012.